# 小西理
小西 理（こにし おさむ、1958年〈昭和33年〉8月22日 - ）は、日本の政治家、実業家。滋賀県近江八幡市長（2期）。総務大臣政務官（第2次小泉内閣）、衆議院議員（2期）等を務めた。

## 来歴
滋賀県近江八幡市生まれ。母は薬屋をしていた。滋賀県立彦根東高等学校、東京大学法学部第2類（公法コース）卒業。1983年、三菱重工業株式会社に入社。1991年に三井海上火災保険（現三井住友海上火災保険）に入社し、2000年に退職。同年より兄である小西哲衆議院議員の公設第一秘書を務める。

### 衆議院議員時代

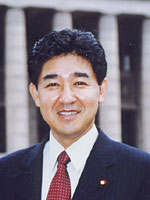
衆議院議員時代

2001年、兄・哲の死去に伴う衆議院滋賀2区補欠選挙に自由民主党公認で出馬し、民主党新人の田島一成を破り、初当選した。当選後、橋本派に所属。2003年の第43回衆議院議員総選挙では、滋賀2区で民主党の田島一成に5千票弱の差で敗れ、重複立候補していた比例近畿ブロックで復活し、再選。2004年4月、第2次小泉内閣で総務大臣政務官（担当は主に郵政の民営化、公務員制度改革）に任命された。
2005年の郵政国会に際し、7月5日の衆議院本会議における郵政民営化法案の採決で党の方針に従わず、反対票を投じた。小泉純一郎首相は法案が8月8日に参議院本会議で否決されたため、衆議院解散を決断し、造反者は自民党の公認を受けられなかったため、小西は無所属での出馬を余儀なくされた。当初、自民党滋賀県連は小西を支援する方向であったが、自民党が藤井勇治を公認したため、方針を撤回。8月24日、彦根市で記者会見を開き、自民党を離党する意向を表明した。これを受け、8月29日には小西への支援を表明していた県連所属の地方議員ら約100人が、追従する形で離党届を提出した。滋賀2区では自民党新人の藤井、民主党前職の田島、無所属前職の小西ら4人が立候補し、保守分裂のなか田島が選挙区で議席を獲得したが、藤井も比例復活により初当選し、無所属の小西は落選した。選挙後は支援者が公職選挙法違反の容疑で逮捕され、政治活動の休止を宣言。
2010年、第22回参議院議員通常選挙に滋賀県選挙区（定数1）から無所属で立候補したが、最下位で落選した。2012年、第46回衆議院議員総選挙に滋賀4区から無所属で立候補したが、再び最下位で落選し、供託金を没収された。

### 2018年近江八幡市長選挙
小西は2012年の第46回衆議院議員総選挙に無所属で立候補して落選した後、国政選挙に出馬していなかったが、故郷である近江八幡市において、2017年に市が91億円をかけて2020年度の完成を期する新しい市庁舎の建設に反対する住民グループ「市民が考える庁舎の会」を組織し、代表に就いていた。同年11月16日、翌年の近江八幡市長選挙に無所属で出馬する意向を表明。庁舎は行政機能に特化させ、既存の施設を利用して建設費を50億円程度に抑制する建設計画の見直しを公約に掲げ、労働組合や日本共産党で構成された「住みよい近江八幡市をつくる会」から支援を受けた。4月15日の投開票の結果、小西が現職の冨士谷英正に約1万票の大差をつけ、当選。
※当日有権者数：66,163人 最終投票率：49.97%（前回比：＋6.31pts）
| 候補者名   | 年齢 | 所属党派 | 新旧別 | 得票数   | 得票率 | 推薦・支持                               |
| ---------- | ---- | -------- | ------ | -------- | ------ | ---------------------------------------- |
| 小西理     | 59   | 無所属   | 新     | 21,047票 | 64.38% |                                          |
| 冨士谷英正 | 71   | 無所属   | 現     | 11,647票 | 35.62% | （推薦）自由民主党・公明党・日本維新の会 |

4月25日、近江八幡市役所に初登庁し、正式に市長に就任した。当選後の記者会見では、公約に掲げた新庁舎の建設契約解除の断行や市長給与の3割カットに強い意欲を示したほか、市名の「安土八幡市」への改称の可能性にも言及した。また、初登庁後、新庁舎建設について、施工業者の奥村組に対し契約解除を通告した。これに対し、奥村組は契約解除を受諾し、4月26日付で工事は中止された。

### 2022年近江八幡市長選挙
2021年8月24日、定例会見で翌年4月の任期満了に伴う市長選挙へ再選を目指して立候補を表明。2022年4月17日の投開票の結果、前市長の冨士谷を破り再選。
※当日有権者数：66,115人 最終投票率：49.63%（前回比：-0.34pts）
| 候補者名   | 年齢 | 所属党派 | 新旧別 | 得票数   | 得票率 | 推薦・支持 |
| ---------- | ---- | -------- | ------ | -------- | ------ | ---------- |
| 小西理     | 63   | 無所属   | 現     | 23,102票 | 71.35% |            |
| 冨士谷英正 | 75   | 無所属   | 元     | 9,277票  | 28.65% |            |

## 政策・人物
- 2005年の第44回衆議院議員総選挙で落選した後、小西への投票を呼びかけるためにすし店で有権者に飲食を振る舞った公職選挙法違反（供食）の疑いで、小西の支援者で清掃管理業の44歳の男性が滋賀県警に逮捕された[17]。
- 2006年、太平洋戦争における戦死者の遺骨調査・収容活動を行う特定非営利活動法人空援隊を設立し理事を務め、2009年に理事長に就任した[2]。
- 2008年、日本映像通信株式会社を設立し代表取締役社長に就任した[2]。
- 2010年、特定非営利活動法人環太平洋未来研究所を設立し理事長に就任した[2]。
- 2018年の市長就任時から、月額給与の30％削減を続けている[18]。
- 2020年6月9日、新型コロナウイルス対策の財源に充てるため、自身と副市長、教育長の6月期末手当を全額カットする条例改正案を市議会定例会に提出した。返上額は市長125万6,000円、副市長148万9,000円、教育長139万7,000円で、合計414万3,000円[19]。6月11日、同条例改正案は可決された[18]。
- 2025年、関係する政治団体が、収入以上に支出する不明朗な会計処理をしていたことが発覚[20]